# Lupane
Le lupane est un hydrocarbure de formule brute C30H52. Il s'agit d'un triterpène pentacyclique isomère de l'hopane dont les dérivés, tels que le lupéol, sont présents en abondance notamment dans les fruits et légumes.